# Louis Vézina
Louis Vézina, né le 5 mai 1937 et mort le 4 juin 2009 à Québec, est un avocat et homme politique québécois.